# Cúp bóng đá Bulgaria 1938
Cúp bóng đá Bulgaria 1938  (trong giai đoạn này có tên gọi là Cúp Tsar) là giải đấu cúp đầu tiên, diễn ra song song với giải vô địch quốc gia. Chức vô địch thuộc về FC 13 Sofia sau khi Levski Ruse rời khỏi sân trong trận chung kết tại Sân vận động Yunak ở Sofia.

## Vòng 16 đội
4 tháng 9 năm 1938
| Đội 1                   | Tỉ số     | Đội 2                    |
| ----------------------- | --------- | ------------------------ |
| FC 13 Sofia             | 3–0 (w/o) | FC Lom                   |
| Tsar Krum Byala Slatina | 0–3 (w/o) | Levski Pleven            |
| Sportklub Tryavna       | 3–1       | Svetoslav Stara Zagora   |
| Levski Dupnitsa         | 3–1       | Pirin XI                 |
| Levski Ruse             | 7–5       | Hadzhislavchev Pavlikeni |
| Pobeda Varna            | 4–0       | Nikola Simov Targovishte |
| Georgi Drazhev Yambol   | 0–4       | Levski Burgas            |
| Sportklub Plovdiv       | 5–0       | Bulgaria Haskovo         |

## Tứ kết
11 tháng 9 năm 1938
| Đội 1             | Tỉ số | Đội 2             |
| ----------------- | ----- | ----------------- |
| Pobeda Varna      | 2–3   | Levski Pleven     |
| Levski Burgas     | 3–0   | Sportklub Tryavna |
| Levski Dupnitsa   | 0–1   | FC 13 Sofia       |
| Sportklub Plovdiv | 1–2   | Levski Ruse       |

## Bán kết
18 tháng 9 năm 1938
| Đội 1         | Tỉ số | Đội 2         |
| ------------- | ----- | ------------- |
| Levski Ruse   | 6–3   | Levski Burgas |
| Levski Pleven | 1–7   | FC 13 Sofia   |

## Chung kết
| FC 13 Sofia                                 | 3−0 (w/o)                                                                                            | Levski Ruse |
| ------------------------------------------- | --- | ----------- |
| Asparuhov 16' · Tabakov 31' · Stoichkov 80' | Phút 80 trận đấu bị hủy bỏ khi các cầu thủ Levski dẫn 3−1 trước FC 13 vì sự phản đối trước trọng tài | Toporov 8'  |

Bản mẫu:Bóng đá châu Âu (UEFA) 1937–38